# Porta San Costanzo
La Porta San Costanzo est une porte de ville du XVIe siècle dans l'enceinte de la ville de Pérouse, construite à la suite de l'agrandissement des murs médiévaux de la ville. Elle est orientée au sud et se situe dans le quartier de Porta San Pietro. Elle tire son nom de l'église voisine de San Costanzo, où est enterré le saint patron de la ville.

## Histoire
Elle a été construite en 1586-87 sur un projet de Valentino Martelli, commandé par les moines bénédictins de l'abbaye voisine de San Pietro, pour remplacer une précédente porte médiévale du XIIIe siècle : la porte Braccio, encore visible à l'intérieur du jardin médiéval de l'Abbaye.
Sa construction est devenue nécessaire à la suite de l'agrandissement du complexe monastique également réalisé sur un projet de Valentino Martelli, qui a incorporé la porte médiévale et une section de la via Regale (ou via Papale, empruntée par les pèlerins).

## Description
Elle est construite en brique et travertin dans les parties décoratives. Au sommet de l'arc une inscription rappelle la dédicace de la ville à la Vierge du Rosaire : Augusta Perusia Virginis SS.mi Rosarii nuncupata, ad aeternitatem, sanctionnée par le conseil municipal du 12 décembre 1716. Au-dessus de l'arc se trouvent les armoiries du pape Sixte V, (élu en 1585) comme preuve que la construction a eu lieu pendant son pontificat. Entre les piliers en briques, tant à gauche qu'à droite, se trouvent deux blasons de la Cité du Vatican en travertin, dans la partie inférieure deux niches abritant probablement deux statues jamais installées.

## Anecdotes historiques
Bien que de grandes dimensions et de lignes classiques, elle était populairement appelée portaccia, non seulement pour la comparaison avec la Porta di San Pietro voisine, construite avec des matériaux plus nobles : uniquement du travertin, mais probablement en raison du fait que, à partir de ce passage, des armées d'invasion sont entrées : en 1799 les troupes autrichiennes sont entrées dans la ville et ont enlevé le gouvernement de la ville aux Jacobins pro-français, mais surtout parce que le 20 juin 1859 sont entrés des mercenaires suisses, payés par le pape Pie IX, auteurs des tristement célèbres massacres de Pérouse qui ont permis le retour du gouvernement papal jusqu'en 1861. Les troupes anglo-américaines franchirent également cette porte le 20 juin 1944, libérant la ville des nazis-fascistes.
L'arc a été récemment restauré après les dommages subis dans la via regale.